# Guegue Norte
Guegue Norte é uma aldeia da Ilha de São Tomé de São Tomé e Príncipe.

## Caminho-de-ferro ligeiro

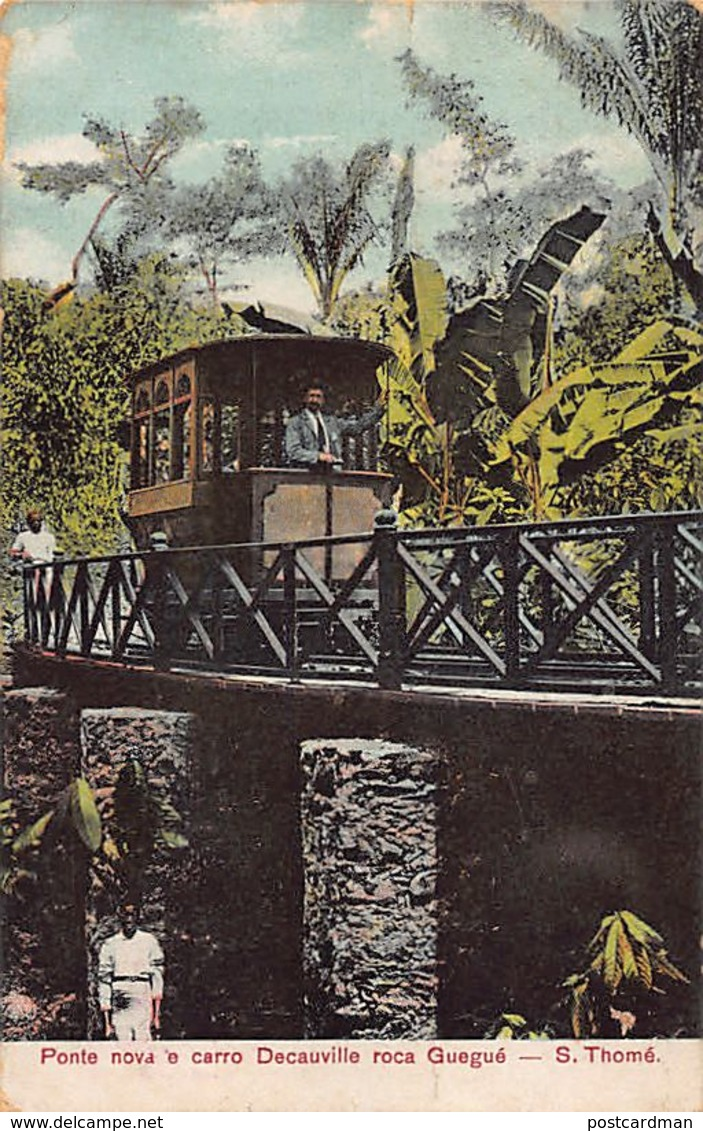
Ponte nova e carro Decauville roca Guegué
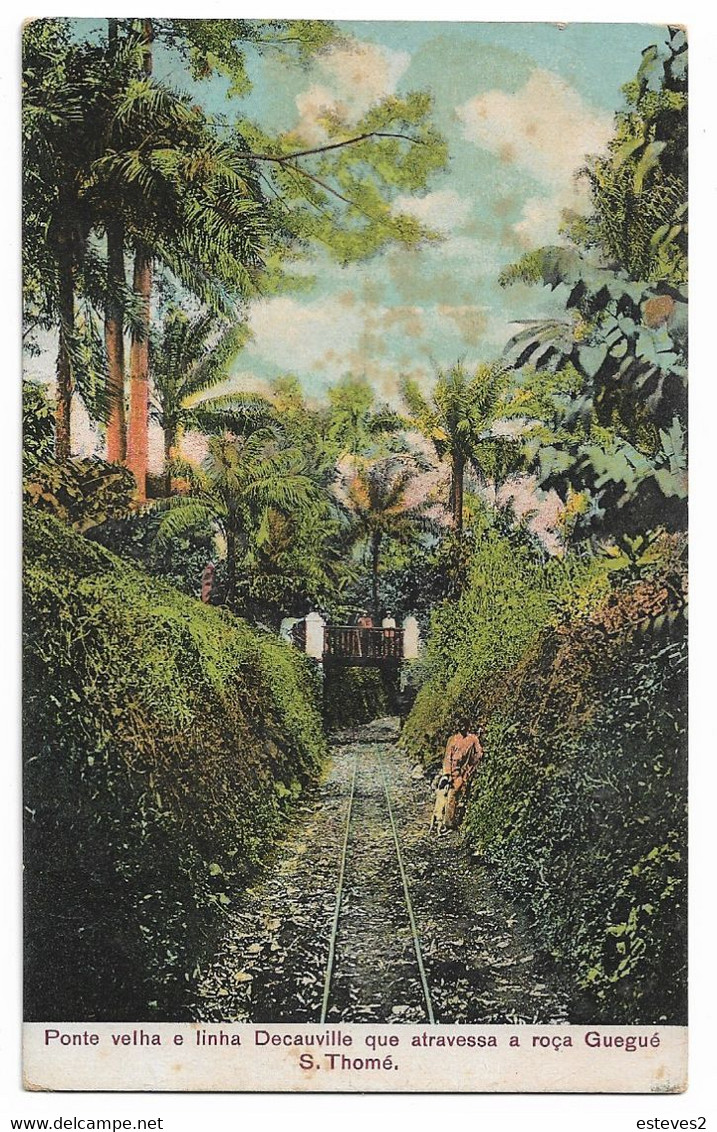
Ponte velha e linha Decauville que atravessa a roca Guegué